# Goos Meeuwsen
Goos Meeuwsen (Arnhem, 27 april 1982) is een Nederlands circusartiest.
Hij deed zijn eerste ervaring als jongleur en clown op bij Martin Verheyden en Constant Geerlings in Arnhem. Vanaf zijn negende jaar trad hij jaarlijks op tijdens het Wereldsterren Kerstcircus in de Rijnhal in Arnhem. In 1998 trad hij als duo met zijn vriend Ramon Hopman op in Cirque d'Hiver in Roermond.
Meeuwsen studeerde aan de École Nationale de Cirque de Montréal, en na afsluiting van die studie in 2004 trad hij met klasgenoten James Tanabe en Annie-Kim Déry op in een voorstelling getiteld "till tomorrow (Goos and friends)" (2004). In 2006 had hij een belangrijke rol als "Nowhere Man" in de Cirque du Soleil show Love in de Mirage, Las Vegas.
In 2008 speelde hij in het Zwitserse Cirque Starlight, en in Cirque Bouffon. Tijdens het Festival Cirque de Demain van 2008 ontving hij een prijs. In 2009 was Goos verantwoordelijk voor de rode draad act bij Cirque d'Hiver in Roermond. In 2010 speelde Meeuwsen in de nieuwe Cirque Bouffon show Angell.
In 2014 regisseerde en speelde Goos en Helena Bittencourt in de Circustheatervoorstelling Fashionata, Cirque de la Mode, samen met  het Mete Erker Trio, Lavalu, Claudel Doucet en Ralphael P.